# Alonso de Monroy
Alonso de Monroy (Salamanca, ? – falecido em Lima, 1545) foi um conquistador espanhol, tenente-general de Pedro de Valdivia, presidente do cabildo de Santiago de Nueva Extremadura, encomendeiro e emissário de Valdivia no Vice-Reino do Peru. Seus pais foram Cristóbal de Monroy e Constanza Gómez de Prado. Viajou ao Peru em 1537 e, posteriormente, se associou a Pedro de Valdivia na empresa conquistadora do Chile.

## Expedição ao Chile
Em Cusco, Valdivia nomeou-o seu tenente e capitão, sendo seu principal colaborador na tarefa de reunir soldados para a expedição ao Chile. Valdivia o enviou em várias missões de recrutamento ao Callao (Lima) e Arequipa, reunindo-se depois com ele em Atacama, na rota rumo ao Chile. Monroy liderou a vanguarda da expedição, levando ferramentas para melhorar os caminhos e evitar quedas de cavalos. Ele também aprofundava os pequenos poços conhecidos pelos guias indígenas, «para que tivessem água clara que não faltasse para a gente que vinha atrás».

## Estabelecimento em Santiago
Pedro de Valdivia nomeou-o tenente-general da recém-fundada cidade de Santiago, em 20 de julho de 1541. No cargo, devia julgar e sentenciar disputas e presidir as deliberações do cabildo.
No início de agosto de 1541, Valdivia estava na costa quando recebeu uma carta de Monroy informando sobre uma conspiração liderada por Sánchez de la Hoz para assassiná-lo. Valdivia retornou imediatamente à aldeia, mas não havia provas conclusivas contra os acusados.
Com informações sobre grandes concentrações indígenas nos vales dos rios Aconcágua e Cachapoal, Valdivia partiu com 90 soldados ao Cachapoal, deixando em Santiago apenas 50 homens (32 cavaleiros e 18 infantes) sob o comando de Monroy. Coube a ele, então, defender a cidade contra o ataque de Michimalonco, em 11 de setembro de 1541, na ausência de Valdivia. Apesar de seus esforços, não conseguiu evitar a destruição da aldeia.

## Viagem ao Peru de 1542
A revolta indígena e a destruição de Santiago deixaram os conquistadores na miséria.
Em janeiro de 1542, Valdivia o enviou ao Peru em busca de provisões com cinco soldados, Pedro de Miranda e outros quatro companheiros. Os estribos da sela foram confeccionados em ouro.A carta de Valdivia ao Imperador Carlos V, datada de 4 de setembro de 1545, relata:

"...determinei enviar às províncias do Peru o capitão Alonso de Monroy com cinco homens, com os melhores cavalos que tinha, pois não pude dar-lhe mais..."
Como o barco construído em Concón havia sido queimado, a viagem foi feita por terra. Ao passar por Copiapó, Monroy foi capturado por indígenas; quatro de seus homens foram mortos. Após três meses de cativeiro, escapou com Miranda e conseguiu chegar a Lima. A carta de Valdivia descreve:

"...Das províncias do Peru escreveu o capitão Alonso de Monroy a Vossa Majestade como ali chegou apenas com um dos soldados que levara, e pobre, tendo os índios matado os quatro companheiros no vale de Copiapó, e tendo sido feito prisioneiro, tomaram-lhe o ouro e os despachos que levava, salvando apenas uma procuração para me obrigar em dinheiro; e três meses depois que estiveram presos, o capitão Monroy, com um punhal que tomou de um cristão feito índio, matou o cacique principal e fugiram a cavalo e sem armas..."
Em setembro de 1543, chegou a Valparaíso a nau Santiaguillo, enviada por Monroy desde Lima, com 70 cavaleiros, cavalos e víveres, aumentando o contingente espanhol para 200 homens e amenizando a escassez em Santiago. Essa ajuda foi providenciada por Cristóbal Vaca de Castro, amigo de Valdivia.
Em janeiro de 1544, Monroy retornou ao Chile por terra com 60 cavaleiros e um documento de Vaca de Castro reconhecendo Valdivia apenas como tenente de governador. Valdivia ocultou os documentos e continuou a usar o título de governador.O reforço permitiu repelir os ataques dos Picunches. Valdivia escreveu:

"...desde então os índios não ousaram mais se aproximar, nem chegaram a quatro léguas desta cidade, recolhendo-se à província dos Promaucaes, e enviando mensageiros desafiando-nos a lutar..."
As dificuldades enfrentadas por Monroy e Miranda evidenciaram a necessidade de um porto intermediário entre Valparaíso e o Callao, resultando na fundação de La Serena, no Vale de Elqui.
Os cavalos trazidos por Monroy contribuíram para a formação da raça chilena de cavalos.

## Viagem ao Peru de 1545 e falecimento
Em julho de 1544, Juan Bautista Pastene chegou a Valparaíso com roupas e víveres em seu navio. Como as forças de Santiago ainda eram insuficientes para avançar ao sul, Valdivia reuniu 25 mil pesos e deu a Monroy, junto com poderes para contrair dívidas em seu nome, para ir novamente ao Peru, agora com Pastene no navio San Pedro. Monroy retornaria por terra e Pastene pelo mar.
Valdivia também enviou Antonio de Ulloa com cartas ao rei Carlos V, relatando seus feitos e a situação do território.
Saíram de La Serena em 4 de setembro de 1545, chegando ao Callao em 28 de setembro. Monroy iniciou o recrutamento, mas o Peru estava em conflito, com Gonzalo Pizarro rebelado contra o rei e Pedro de la Gasca.
Em 1º de dezembro de 1547, Pastene retornou, mas sem Monroy, sem soldados, sem mercadorias e sem ouro. Além disso, Ulloa havia traído Valdivia: abriu suas cartas ao rei e as destruiu publicamente.
Soube-se, então, que pouco após sua chegada ao Callao, em 1545, Alonso de Monroy morreu após três dias de uma enfermidade infecciosa.